# Johannes Martinus Burgers
Johannes Martinus (Jan) Burgers (ur. 13 stycznia 1895, Arnhem, Holandia, zm. 7 czerwca 1981, Waszyngton, USA) – fizyk holenderski.

## Życiorys
Johannes Martinus Burgers był synem Johannesa Burgersa i Johanny Hendriki z domu Romijn oraz starszym bratem Wilhelma Gerarda Burgersa fizyka, chemika i krystalografa. Ojciec Johannesa Martinusa Burgersa – urzędnik pocztowy, którego pasją były nauki przyrodnicze i kolekcjonowanie różnorodnej aparatury doświadczalnej, często wygłaszał publiczne wykłady na temat zjawisk przyrody.
W 1914 roku Johannes Burgers wstąpił na Uniwersytet w Lejdzie, by studiować fizykę. Spotkał tam tak wybitnych uczonych, jak Hendrik Lorentz, Heike Kamerlingh Onnes, Albert Einstein czy Niels Bohr. Był jednym ze studentów Paula Ehrenfesta, u którego doktoryzował się w 1918 roku. Praca doktorska Johannesa Burgersa, zatytułowana «Het atoommodel van Rutherford-Bohr», była związana z modelem atomu Rutherforda–Bohra. Dotyczyła ona związku między kwantyzacją Bohra–Sommerfelda a niezmiennikami adiabatycznymi mechaniki klasycznej. Jeszcze przed ukończeniem swego doktoratu, Burgers otrzymał stanowisko profesora na Uniwersytecie Technicznym w Delfcie. Stworzył tam laboratorium aero– i hydrodynamiki i szybko stał się światowym autorytetem w dziedzinie dynamiki płynów. Jego pierwsze pracebyły poświęcone teorii płynów C.W. Oseena, liczbom Reynoldsa i ich związkiem z pracami Ludwiga Prandtla na temat profili lotniczych.
Burgers pracował nad problemami związanymi ze zjawiskiem turbulencji i zajmował się modelami przepływów burzliwych. Opublikował kilka artykułów na temat lepkości płynów. Badał jedno z fundamentalnych równań mechaniki płynów, nazwane dziś na jego cześć równaniem Burgersa. Równanie to, podobne w strukturze do równań Naviera-Stokesa, stosowane jest zarówno w fizyce materii skondensowanej, jak i w kosmologii. Pracował również ze swym bratem Wilhelmem Burgersem nad problemami związanymi z dyslokacjami istniejącymi w sieciach krystalicznych. Burgers wysunął sugestię, że niskokątowe granice między przylegającymi do siebie krystalitami, składają się z szeregu dyslokacji. Wprowadził dwa pojęcia, znane dziś jako kontur Burgersa i wektor Burgersa – wielkość mierzącą dyslokacje w sieciach krystalicznych.
W roku 1955 Burgers wyjechał do Stanów Zjednoczonych, gdzie otrzymał stanowisko na Uniwersytecie w Maryland. W tym czasie zajmuował się związkami między równaniem Boltzmanna a równaniami dynamiki płynów. Osiągnięcia Burgersa z dziedziny fizyki plazmy i badania fal uderzeniowych zostały przedstawione w dziele wydanym w 1965 r. i zatytułowanym «The dynamics of Fluids and Plasmas». Natomiast jego książka zatytułowana «Flow Equations for Composite Gases »(1969) przedstawia prace z równań przepływu gazów. W wieku 79 lat Johannes Burgers opublikował swoje ostatnie dzieło, które dotyczy nieliniowego równania dyfuzji «The Nonlinear Diffusion Equation». Burgers zmarł w roku 1981 w Waszyngtonie w Stanach Zjednoczonych.

## Działalność w stowarzyszeniach naukowych
Johannes Burgers działał w Międzynarodowej Unii Mechaniki Teoretycznej i Stosowanej (IUTAM). Był sekretarzem generalnym Unii od 1946 do 1952. Od 1931 był członkiem Królewskiej Holenderskiej Akademii Sztuk i Nauk.

## Nagrody naukowe
W 1974 roku Johannes Burgers otrzymał prestiżową nagrodę Otto Laporte’a (Otto Laporte Award). Nagroda ta była przyznawana corocznie od 1970 do 2004 przez American Physical Society za wybitne osiągnięcia w dziedzinie mechaniki płynów. Od 2004 roku nagroda ta nosi nazwę Fluid Dynamics Prize.

## Najważniejsze prace naukowe
- J.M.Burgers Some considerations on the fields of stress connected with dislocations in a regular crystal lattice. Koninklijke Nederlandse Akademie van Wetenschappen, Afdeling Natuurkunde: Proceedings of the Section of Sciences, ISSN 0370-0348, Bd. 42, 1939, S.293-325,(Part I), 378-399(Part II).
- J.M. Burgers, Proc.Phys.Soc.(London) 52,(1940) 23.
- J.M.Burgers and W.G.Burgers Dislocations in crystal lattices, Chapter 6 of Rheology, Theory and Applications, edited by F.R.Eirich, vol. I, s. 141–199, Academic Press, New York,1956
- Mathematical examples illustrating relations occurring in the theory of turbulent fluid motion. Verhandelingen der Koninklijke Nederlandse Akademie van Wetenschappen, Afdeeling Natuurkunde, Reihe 1, ISSN 0373-4668, Bd. 17, H. 2, 1939, S. 1–53.
- Shih-i Pai, J.M.Burgers Dynamics of Fluids and Plasmas:Proceedings of the Symposium helds in honor of Johannes M. Burgers, University of Maryland, College Park, 1965
- J.M. Burgers Flow Equations for Composite Gases. Academic Press, 1969.
- J.M. Burgers The Nonlinear Diffusion Equation: Asymptotic Solutions and Statistical Problems.
- F. T. M. Nieuwstadt, J. A. Steketee (Herausgeber): Selected Papers of J. M. Burgers. Kluwer Academic, Dodrecht 1995, ISBN 0-7923-3265-2.

## Inne publikacje
- Experience and Conceptual Activity; a Philosophical Essay based upon the writing of A.N. Whitehead. MIT Press, 1965.
- J. M. Burgers, On Emergence of Patterns of Order, http://projecteuclid.org/DPubS/Repository/1.0/Disseminate?view=body&id=pdf_1&handle=euclid.bams/1183524998
- iutam.org